# Chiradoni, Channagiri
Chiradoni là một làng thuộc tehsil Channagiri, huyện Davanagere, bang Karnataka, Ấn Độ.